# Черногрудый личинкоед
Черногрудый личинкоед (лат. Chlamydochaera jefferyi)  — вид птиц семейства дроздовых. Единственный представитель одноимённого рода Chlamydochaera. Подвидов не выделяют. Эндемик Калимантана. Видовое название дано в честь английского биржевого маклера Джеффри Уайтхеда, отца исследователя, натуралиста и коллекционера образцов птиц Джона Уайтхеда.

## Описание
Черногрудый личинкоед достигает длины 22,5 см. Выражен половой диморфизм. У взрослых самцов верхняя часть тела сероватая. Макушка бледно-серая; над глазом проходит чёрная  полоса, простирающаяся от уздечки до затылка. Лоб, щёки,  подбородок и горло ржаво-охристого цвета. На груди чётко очерчено чёрное пятно. Остальная нижняя часть тела бледно-серого цвета. Маховые перья и края хвоста чёрные; кончик хвоста белый. В полёте заметна беловатая полоса на крыльях. Клюв и ноги чёрные. У взрослых самок серые цвета в оперении заменены на бледно-ржаво-коричневые, более бледные ржаво-охристые на темени. На крыльях и спине остаются серые отметины. Полоса на крыле охристого цвета. Оперение молодых особей коричневатое на спине и пятнистое на голове и груди.
Песня черногрудого личинкоеда описана как комплекс полифонических нот. Позывки самец и самка издают как с присады на ветке, так и в полёте. Позывка представляет собой высокий, иногда восходящий звук «seep», повторяющийся с интервалом около 10 секунд. Самец зовет самку, насиживающую яйца, едва слышным высоким свистом.

## Ареал и места обитания
Черногрудый личинкоед является эндемиком Калимантана. Обитает на территории всех трёх государств, делящих этот остров, – Малайзии, Брунея и Индонезии, образуя помимо основного ареала во внутренних районах вдоль малайзийско-индонезийской государственной границы, еще несколько десятков разрозненных периферийных ареалов. В Малайзии обитает в юго-западной части Сабаха, а также в восточных и, в меньшей степени, в центральных районах Саравака. В Брунее выявлен на совсем небольшой территории на склонах горы Букит-Пагон, находящейся в южной оконечности Тембуронга — восточного эксклава этой страны. В Индонезии наблюдается в основном на сопредельных территориях провинций Северный Калимантан, Восточный Калимантан и Центральный Калимантан, однако, помимо этого, образует по одному ареалу в провинциях Южный Калимантан и Западный Калимантан, которые расположены на весьма удалённом расстоянии от основного ареала.     
Обитает в лесных массивах в предгорьях, встречается на высоте от 700 до 3200 м над уровнем моря. Ведёт оседлый и кочевой образ жизни. Отдельные особи, пары или небольшие стайки птиц, как правило, появляются в одном месте на несколько дней, а затем исчезают из этого места на несколько месяцев. На горе Кинабалу совершает сезонные высотные перемещения.

## Биология
Черногрудый личинкоед кормится поодиночке, парами или небольшими группами; часто присоединяется к смешанным стаям кормящихся птиц, например, с бюльбюлевыми (Pycnonotidae). Пищу собирает в среднем ярусе леса, а также на земле. В состав рациона входят фрукты, включая лицею кубебу (Litsea cubeca); крупные зелёные ягоды. В засушливые периоды питается животной пищей, например, интродуцированной улиткой Bradybaena simillaris. 

### Размножение
Сезон размножения в национальном парке Кинабалу продолжался 111 дней (не включая стадию строительства гнезда). Предполагаемое начало гнездования (дата откладки первого яйца) варьировалось от 4 февраля до 25 мая. Черногрудый личинкоед может размножаться в другое время года в других местах, в зависимости от условий окружающей среды. Например, пара взрослых особей была замечена кормящей птенцов между 28 августа и 6 сентября на западе Калимантана. Гнездо представляет собой открытую глубокую чашу из тонких растительных волокон с толстым внешним слоем зелёного мха, расположенную на высоте до 10 м в развилке узких ветвей высокого молодого дерева. В кладке обычно два яйца (редко одно). Яйца кремово-белого цвета с коричневыми крапинками, иногда сосредоточенными вокруг тупого конца яйца, что придаёт яйцам общий желтовато-коричневый вид. Только самка насиживала кладку, но кормили птенцов обе родительские птицы. Средняя продолжительность инкубационного и гнездового периодов составила 14,56 ± 0,24 и 17,83 ± 0,31 дня, соответственно.

### Комментарии
1. ↑  на основании политико-административной карты Калимантана и карты ареала в Birds of the World